# Машински факултет Универзитета у Београду
Машински факултет је високошколска установа Универзитета у Београду. Најстарија је и највећа високошколска и научна установа у области машинства у Србији и бившој Југославији. Спроводи основне, специјалистичке, магистарске и докторске студије, као и посебне облике студија — курсеве за иновацију знања, стално (континуално) стручно образовање и усавршавање, образовање на даљину, семинаре и слично из области машинског инжењерства.
Школске 2005/06. на машинском факултету започиње студирање по новим студијским програмима, на којима основне студије трају 3 године, а магистарске студије 2 године.(раније су основне студије трајале 5 година). Ови студијски програми су усклађени са Болоњском декларацијом. Факултету је 2023. године додељен Сретењски орден другог реда.

## Историја
- 19.06.1846. – формира се Инжењерска школа (на нивоу средњег образовања у трајању од 3 године) при Попечитељству унутрашњих дела (а не при Лицеју);
- 15.09.1853. – на Лицеју (који такође траје 3 године) формирају се 3 одељења од којих је једно Одјеленије јестествословно и техническо, и тада по први пут почиње образовање инжењера на факултетском нивоу у Србији;
- 24.09.1863. – Лицеј се преименује у Велику школу, студије се продужавају на 4 године, а из одељења формирају се факултети и тако настаје посебан Технички факултет.

Кратак историјски преглед развоја машинског факултетског инжењерског образовања до оснивања засебног факултета:
Почетак наставе и образовања на високошколском нивоу у области машинства везује се за 20.12.1873. год. када је на предлог Академског савета Велике школе Изменама и допунама закона на Техничком факултету уведен предмет Механика и наука о машинама, при чему је основни разлог био предвиђена изградња железничке пруге. 
- 19.01.1880. – Одлуком Народне скупштине предмет се раздваја на два засебна: Теоријска механика и Наука о машинама. Механику наставља да предаје Клерић, док се за Науку о машинама тражи стални наставник.
- 24.11.1887. то постаје инж. Светозар Зорић, који је све до пензионисања 1925. био на челу наставничког колегијума у Одсеку за машинске инжењере.
- 06.01.1897. – Технички факултет уводи три одсека од којих је један Машинско-технички. 30.09.1900. – Одсек званично мења назив у: Одсек за машинске инжењере.
- 27.02.1905. – Велика школа се проглашава Универзитетом, и поред постојећих факултета (Правног, Филозофског и Техничког), додају се Богословски и Медицински факултет.
- 1912-13 – Балкански ратови ометају рад Универзитета, а
- 1914-18., током Првог светског рата, он се сасвим прекида.
- 1919. – поновно отварање Универзитета;
- 1922. – Технички факултет формира следеће Одсеке: Машинско-електротехнички (Електро-машински), Грађевински, Архитектонски и Технолошки.
- 1930. – Технички факултет се сели у зграду на Тркалишту (Булевар Краља Александра 73). Крајем *1940. завршава се зграда за Машинске лабораторије у Гробљанској (Рузвелтовој) улици.
- 1941-45 – прекид због Другог светског рата, а у првој школској 1945/46 било преко 975 студената (530 нових) на Електро-машинском одсеку Техничког факултета, па због тога 25.03.1946. долази до оснивања посебних одсека, Машинског и Електротехничког.

### Оснивање засебног факултета
- 21.06.1948. – Уредбом се Технички факултет издваја из састава Универзитета у Техничку велику школу, а одсеци се претварају у факултете. Тако настаје данашњи Машински факултет, који поред одсека које је до тада имао (Опште-машински, Железничко-бродски, Ваздухопловно-моторизацијски), крајем 1946. год. оснива и групу за Војно машинство.
- 25.10.1948. – први декан Машинског факултета је проф. Владимир Фармаковски.
- 26.07.1954. – факултет се враћа у окриље Универзитета у Београду.

### Развој Машинског факултета до данас
- 24.03. и 11.06. 1954. доноси се нови наставни план у коме постоји 5 одсека (Опште-машински, ваздухопловни, железнички, бродски и војни);

Од 1955. год. омогућено је стицање титуле доктора техничких наука на факултету (претходно било у надлежности САНУ) и одбрањене су прве две докторске дисертације; 
- 05.07.1956. – донет први статут факултета са значајним изменама у наставном плану;
- 09.03. и 16.05. 1959. – нови статут са наставним планом којим се студије скраћују на четири године и уводи подела на десет смерова по разним областима;
- 1955. – идејни пројект нове зграде факултета у Улици 27. ог марта;
- 08.05.1957. – почета градња;
- 1960. – почело усељење и коришћење нове зграде;
- јун 1960. – нови Савезни закон уводи степенасту наставу на факултет; прате га републички закон из децембра 1962. год. и нови статут факултета из априла 1963. год.; први степен у трајању од четири семестра на три одсека образује тзв. погонског инжењера (виша спрема), док на другом степену у трајању од још четири семестра постоје 4 одсека и 13 група; наставом у трајању од четири године и израдом дипломског рада стицало се звање дипломираног инжењера машинства (висока спрема);
- 1962. – уводи се и трећи степен образовања - магистарске студије у трајању од две године, одн. специјалистичке у трајању од једне године; звања магистра техничких наука, одн. специјалисте стичу се одбраном завршног рада;
- 27.06.1966. – донет нови статут којим се поново враћа континуални систем образовања на основним студијама у трајању од пет година са десет усмеравајућих група;
- 1966. – одбрањено је првих пет магистарских теза кандидата који су завршили магистарске студије;
- 29.12.1967., 19.07.1969. и 29.06.1971. год. – модификације статута, а 16.12.1972. – нови Закон о високом школству, који доводи до промене у наставним плановима који су донесени школске 1973/74. год. и којим се студије скраћују на четири године, развија се већи број усмерења, повећава се учешће лабораторијског рада у настави, и др.;
- 1978. – поново се враћају петогодишње студије, а од 1981/82. постоји 14 профила на којима се образују машински инжењери.
- 1990. – нови статут којим се врши усаглашавање са донетим законом и којим је предвиђено 15 усмеравајућих одсека у настави на основним студијама;
- 1998. – нови закон о универзитетима и статут факултета по коме се и данас ради (детаљније у наставку).

У претходном периоду Машински факултет је обављао наставу и у Одељењима ван Београда – Крагујевац 1960-1971, Краљево 1975-1987, Ужице 1978-1985, Ваљево 1979-1985. Такође, врло активно је укључен у обављање наставе у Ваздухопловно-техничкој академији Војске Србије у Жаркову.

## Наставни програм 3+2
Према одлукама Научно-наставног већа Машинског факултета Универзитета у Београду, а у складу са Законом о високом образовању, студијски програми који ће се од 1.10.2005. год. спроводити на Факултету су:
1. инж.маш. 3 г. (B.Sc.) (1. степен)- 180 ЕСПБ
2. дипл.инж.маш. (M.Sc. = Dipl.Ing.) (2. степен)- 300 ЕСПБ
3. доктор наука – машинско инжењерство (Ph.D. = Dr.Ing.) (3. степен)- 480 ЕСПБ

На дипломи Основних академских студија (180 ЕСПБ) писаће се стручни назив ИНЖЕЊЕР МАШИНСТВА трогодишњих студија (скраћено инж.маш. 3 г.). У Додатку дипломе даје се списак одслушаних и положених предмета, и уз титулу се може додати повлака и назив усмерености коју је студент остварио избором одговарајуће групе предмета. Студент може остварити ову усмереност, али и не мора. У међународним односима ова титула одговара титули Bachelor of Science (B.Sc.).
На дипломи Дипломских студија (120 ЕСПБ) писаће се академски назив ДИПЛОМИРАНИ ИНЖЕЊЕР МАШИНСТВА – МАСТЕР (скраћено дипл.инж.маш.). У Додатку дипломе даје се списак одслушаних и положених предмета, и уз титулу се обавезно додаје повлака и назив усмерености коју је студент остварио избором одређеног модула (одсека). У међународним односима ова титула одговара титули Master of Science (M.Sc.).
На дипломи Докторских студија (180 ЕСПБ) писаће се научни назив ДОКТОР НАУКА – МАШИНСКО ИНЖЕЊЕРСТВО (скраћено др). У Додатку дипломе даје се датум уписа, истраживачка област, затим списак одслушаних и положених предмета, затим подаци о одржаној настави, о публикованим радовима и о учешћу на пројектима, и на крају датум одбране, назив одбрањене докторске тезе, име ментора, као и имена чланова комисије при одбрани. У међународним односима ова титула одговара титули Doctor of Philosophy (Ph.D.).
До 30.9.2005. год. Факултет је имао интегрисани систем студија од 5 година.
Од 1.10.2005. год. Факултет је увео нови систем студија.

## Усмерења и катедре
За разлику од свих осталих области инжењерства, машинство обухвата велики број разнородних дисциплина. Ваздухопловство, термотехника, хидроенергетика, мотори, железничко машинство, бродарство или производња су неки од примера који се по свом садржају значајно разликују, а ипак припадају једној истој инжењерској области - машинство.
Машински факултет Универзитета у Београду је јединствена академска образовна институција у Србији на којој студенти, на једном месту, могу да изаберу неку од дисциплина машинског инжењерства за коју су талентовани и коју желе посебно да изучавају.
У току треће, четврте и пете године студија (шест семестара), студенти се усмеравају за изабрану дисциплину машинског инжењерства, тако што се на трећој години опредељују за одређени одсек на коме се изучавају одабране групе специјализованих предмета.
На Машинском факултету постоји 21 одсек и 24 катедри. Катедре су основни образовни и научно-истраживачки ресурси факултета.

## Усмерења

### Ваздухопловство
Ваздухопловство је мултидисциплинарна техничка област која се бави проблемима реализације и одржавања транспортних средстава која се крећу кроз земљину атмосферу. Ваздухопловно машинство је посебна дисциплина машинског инжењерства у којој се изучавају методе и средства за пројектовање, производњу и одржавање летелица.
Аеродинамика и аеродинамичке конструкције се баве проблемима дефинисања спољње форме летелице. Методе које се користе су базиране на механици флуида, односно опструјавања чврстог тела гасом.
Структура летелице, која треба да издржи сва предвиђена оптерећења се пројектује применом теорије еластичности, док се проблеми интеракције еластичне структуре летелице са спољним ваздухом решавају применом теорије аероеластичности. 
Конструкција летелице је дисциплина која се бави њеним инжењерским пројектовањем и резултује производном техничком документацијом.
Погон летелица је сегмент ваздухопловства који је мултидисциплинаран, а бави се ваздухопловним и ракетним моторима, без којих летелице не би могле да се крећу.
Лет хеликоптера омогућава његов ротор, посебан вид ротационог крила чија се проблематика изучава у области ротора и елиса.
Кретање летелице и њене експлоатационе карактеристике се изучава у области која се зове механика лета.
Опрема летелица је мултидисциплинарна област у којој се изучавају сложени електро-механички системи који су у функцији лета и намене летелице. 
Да би летелица увек била расположива и поуздана неопходно је вршити њено одржавање. Ова проблематика је покривена облашћу одржавање летелица.
Ова катедра је једна од најстаријих на Факултету. Катедра за ваздухопловство одржала је децембра 2021. свечану академију поводом обележавања 90 година постојања. До сада је образовала велики број ваздухопловних стручњака који су посао нашли како у Земљи тако и у иностранству. Поред школовања домаћих студената, у оквиру ове катедре се готово перманентно школују и страни студенти.
Паралелно са наставним активностима чланови катедре су увек учествовали и у реализацији различитих пројеката (авиони, једрилице, ракетни мотори, ваздушно-реактивни мотори, хеликоптери,...)

### Термоенергетика
Термоенергетика је изворно дефинисана као научна и стручна област која се бави процесима и машинама за трансформацију унутрашње енергије гасова и пара у механички рад (гасне и парне турбине) и постројењима у којима те машине раде (термоенергетска постројења). Ова дисциплина обухвата и процесе и машине (турбокомпресори) за трансформацију механичког рада у унутрашњу енергију гасовитих флуида.
Катедра за термоенергетику Машинског факултета Универзитета у Београду, функционише са две области и две целине:
• област која се бави процесима, машинама и постројењима за трансформацију унутрашње енергије гасова и пара у механички рад, како је изворно термоенергетика дефинисана (Лабораторију за топлотне турбомашинe и термоенергетска постројења)
• област која се бави нуклеарном енергетиком и процесима, опремом и постројењима за производњу, транспорт и акумулацију топлоте и паре. Такође, с обзиром на сложеност савремених енергетских система, у којима термоенергетски процеси и постројења имају значајан или доминантан удео, као и међузависност енергетике и друштвеног развоја, изучава се и планирање у енергетици, а због утицаја који коришћење енергије има на животну средину и заштита животне средине у термоенергетици (Лабораторија за генераторе паре и нуклеарне реакторе).
- Биомедицинско инжењерство
- Бродоградња
- Дизајн у машинству
- Железничко машинство
- Заваривање и заварене конструкције
- Инжењерство биотехничких система
- Индустријско инжењерство
- Информационе технологије
- Моторна возила
- Мотори СУС
- Прехрамбено машинство
- Производно машинство
- Процесна техника и заштита животне средине
- Аутоматско управљање
- Системи наоружања
- Транспортно инжењерство, конструкције и логистика
- Термотехника
- Хидроенергетика
- Computational Engineering /Рачунарски инжењеринг/ (У сарадњи са Технолошким факултетом у Минхену)

## Катедре
- производно машинство
- механизација
- пољопривредно машинство
- индустријско инжењерство
- механика
- теорија механизама и машина
- термотехника
- термоенергетика
- процесна техника
- термомеханика
- хидрауличне машине и енергетски системи
- математика
- аутоматско управљање
- физика и електротехника
- механика флуида
- ваздухопловство
- војно машинство
- бродоградња
- мотори СУС
- моторна возила
- железничко машинство
- опште машинске конструкције
- технологија материјала
- отпорност конструкција